# Appliance
In informatica, un appliance, o computer appliance, è un particolare dispositivo elettronico hardware provvisto di un software integrato (firmware) con funzione di sistema operativo, utilizzato per eseguire particolari complesse e massicce funzioni applicative software, quindi spesso utilizzato nelle grandi reti di calcolatori o server farm aziendali.

## Descrizione
Il termine appliance significa "apparecchio di applicazione", per indicare proprio la funzione di un dispositivo progettato per un utilizzo specifico: la differenza sostanziale con i normali server o le normali apparecchiature di rete è che l'appliance non necessita di essere flessibile alle modifiche del software o dell'hardware successive alla configurazione e installazione fatta per la sua specifica funzione applicativa.
L'appliance risulta infatti facilmente implementabile, senza particolari conoscenze complesse nel campo dell'informatica. Il supporto sistemistico molto raramente necessita di dover analizzare eventuali problemi di mancanza di servizio applicativo. Nelle server farm l'appliance può essere utilizzato in vari modi, per varie funzioni, ad esempio da bilanciatore del carico di rete, oppure da antivirus, ecc. L'apparecchio è dunque una combinazione di hardware, di sistema operativo e software applicativo, che è stato già pre-installato in fabbrica. In questo modo solleva i clienti dalla necessità di svolgere un lavoro complesso di integrazione e semplifica notevolmente la risoluzione dei problemi.